# 2009 aux Tonga
Cet article présente les faits marquants de l'année 2009 aux Tonga.

## Évènements
- Jeudi 19 mars 2009 :

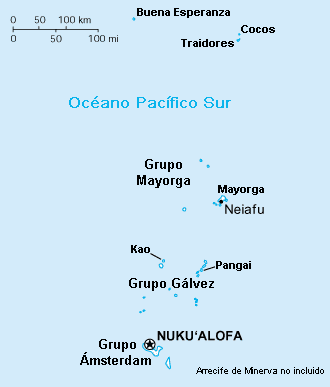
Îles Tonga

  - Un puissant séisme d'une magnitude de 7,9 s'est produit dans la région des îles Tonga à 6h17 (18h17 GMT). L'épicentre de la secousse s'est situé à 210 km de Nukualofa, capitale des îles Tonga, et à 480 km des îles Ndoi, à une profondeur de 10 km. Une alerte au tsunami a été lancée pour Tonga, Niue, les îles Kermadec, les Samoa et les Fidji. Le séisme s'est produit le long de la faille dite de l'« Anneau de Feu » dans le Pacifique, où les tremblements de terre et les éruptions volcaniques sont fréquents.
  - Selon l'Institut national de géophysique américain (USGS) : « les observations satellite sur le niveau de la mer confirmaient qu'un tsunami s'était produit ».
  - Depuis plusieurs jours, un volcan sous-marin était entré en éruption, à une dizaine de kilomètres au sud-ouest de l'île de Tongatapu, crachant de la fumée, des cendres et de la vapeur à plusieurs centaines de mètres au-dessus de la surface de la mer[1]. Cette zone abrite 36 volcans sous-marins.

- Jeudi 6 août 2009 : dans la nuit de mercredi à jeudi, le naufrage éclair d'un ferry, le « Princess Ashika », au large des îles Tonga, à quelque 85 km au nord-est de la capitale Nuku'alofa, cause la mort de 87 personnes, dont beaucoup de femmes et d'enfants, pris au piège dans leurs cabines, et plusieurs ressortissants français. Le ferry transportait 117 passagers et membres d'équipage, mais au moins 15 des personnes secourues dans les eaux profondes « n'étaient pas sur la liste » des passagers[2].

- Mercredi 12 août 2009 : la police annonce que l'épave du « Princess Ashika » a été localisée par 110m de fond près de l'endroit où le ferry a coulé à quelque 140 km au nord-est de Nuku'alofa, une semaine après le chavirage du ferry. Le bilan se monte à 93 personnes, dont 11 étrangers. Le bateau semble avoir transporté quelque 200 personnes. La cause du naufrage n'est pas connue[3].

- Vendredi 2 octobre 2009 : le puissant séisme de magnitude 8,3, qui a touché les îles Samoa, mardi, a aussi touché les îles Tonga, pourtant à 1.000 km plus au sud, faisant au moins 9 morts[4].

- Mercredi 25 novembre 2009 : séisme de magnitude 6,8 tôt le matin au large des îles Tonga.